# Seznam glasbenih del Edvarda Griega
Seznam glasbenih del Edvarda Griega.
- Fire klaverstykker, op. 1 / 5 klavirskih skladb, op. 1

1. Allegro con leggerezza
2. Non Allegro e molto espressivo
3. Mazurka
4. Allegretto con moto

- Fire sanger, op. 2 / 5 pesmi, op. 2

1. Mlinarica (Chamisso)
2. V sivih oblakih (Heine)
3. Stojim v temnih sanjah (Heine)
4. Kaj hočem reči (Chamisso)

- Poetiske tonebilder, op. 3 / Poetične tonske slike, op. 3

1. Allegro ma non troppo
2. Allegro cantabile
3. Con moto
4. Andante con sentimento
5. Allegro moderato
6. Allegro scherzando

- Seks dikt, op. 4 / 6 pesmi, op. 4

1. Die Waise (Chamisso)
2. Morgenthau (Chamisso)
3. Abschied (Heine)
4. Jägerlied (Uhland)
5. Das alte Lied (Heine)
6. Wo sind sie hin ? (Heine)

- Hjertets melodier, op. 5 / Melodije srca, op. 5 (H. C. Andersen)

1. To brune Øjne / Dvoje rjavih oči
2. Du fatter ej bølgernes evige gang
3. Jeg elsker dig / Ljubim te
4. Min tanke er et mægtigt fjeld

- Humoresker, op. 6 / Humoreske, op. 6

1. Tempo di Valse
2. Tempo di Menuetto ed energico
3. Allegro con grazia
4. Allegro alla burla

- Klaversonate i e mol, op. 7 / Klavirska sonata v e molu, op. 7

1. Allegro moderato
2. Andante molto
3. Alla Menuetto, ma poco piu lento
4. Finale. Molto allegro

- Fiolinsonate nr.1, i F-dur, op. 8 / Sonata za violino in klavir, št. 1, F-dur, op. 8

1. Allegro con brio
2. Allegretto quasi Andantino
3. Allegro molto vivace

- Romanser og ballader, op. 9 / Pesmi in balade, op. 9 (Andreas Munch)

1. Harpen / Harfa
2. Vuggesang / Popotnikova pesem
3. Solnedgang / Ob sončnem zahodu
4. Utfarten / Izhod

- Fire romanser, op. 10 / 4 pesmi, op. 10 (Christian Winter)

1. Taksigelse / Hvala
2. Skovsang / Gozdna pesem
3. Blomsterne tale / Pesem rož
4. Sang på fjeldet / Pesem skalovja

- I høst, op. 11 / V jeseni, op. 11

- Lyriske stykker I, op. 12 / Lirične skladbe I, op. 12

1. Arietta
2. Vals / Valček
3. Vektersang / Stražarjeva pesem
4. Alfedans / Škratova pesem
5. Folkevise / Ljudska viža
6. Norsk / Norveška
7. Stamboksblad (Albumblad) / List iz albuma
8. Fedrelandssang / Domovinska pesem

- Fiolinsonate nr. 2 i G-dur, op. 13 / Sonata za violino in klavir, št. 2 G-dur, op. 13

1. Lento Doloroso - Allegro Vivace
2. Allegretto tranquillo
3. Allegro animato

- To symfoniske stykker, op. 14 / 2 simfonični skladbi, op. 14

1. Adagio cantabile
2. Allegro energico

- Romanser, op. 15 / 4 pesmi, op. 15

1. Margretes vuggesang / Margaretina pesem (Henrik Ibsen)
2. Kjærlighed / Ljubezen (H. C. Andersen)
3. Langelandsk folkemelodi / Ljudska melodija iz Langelanda (H. C. Andersen)
4. Modersorg / Materina skrb (Henrik Ibsen)

- Klaverkonsert i a mol, op. 16 / Klavirski koncert, a mol, op. 16

1. Allegro moderato
2. Adagio
3. Allegro moderato molto e marcato

- 25 norske folkeviser og danser, op. 17 / 25 norveških ljudskih pesmi in plesov, op. 17

1. Springdans
2. Ungersvennen / Mladenič
3. Springdans / Ples pomladi
4. Nils Tallefjorden
5. Jølstring / Ples iz  Jölstra
6. Brurelåt / Nevestina pesem
7. Halling
8. Grisen / Prašič
9. Når mitt øye / Duhovna pesem
10. Friervise / Pesem krepkoh fantov
11. Kjempevise / Junaška pesem
12. Solfager og ormekongen / Solfager in kralj črvov
13. Reiselåt / Popotna pesem
14. Jeg sjunger med et sorrigfuldt hjerte / Žalni napev
15. Den siste lørdagskvelden / Poslednji nedeljski večer
16. Eg veit ei lita jente / Poznam malo deklico
17. Kleggen og flua / Počasno in leteče
18. Stabbelåten / Humoristični ples
19. Hølje Dale
20. Halling
21. Sæbyggja / Dekle iz doline Setesdal
22. So lokka me over den myra / Zakleni me
23. Såg du nokke kjerringa mi? / Kmečka pesem
24. Brurelåt / nevestina pesem
25. Rabnabryllaup i Kråkelund / Ptičja svatba

- Romanser og sanger, op. 18 / Romance in pesmi, op. 18

1. Vandring i Skoven / Gozdni sprehod (H. C. Andersen)
2. Hun er så hvid / Tako je bela... (H. C. Andersen)
3. En digters sidste sang / Pesnikova poslednja pesem (H. C. Andersen)
4. Efterårsstormen / Herbstov stolp (Christian Richardt)
5. Poesien / Poezija (H. C. Andersen)
6. Ungbirken / Mlada breza (Jørgen Moe)
7. Hytten / Koča (H. C. Andersen)
8. Rosenknoppen / Cvet vrtnice (H. C. Andersen)
9. Serenade til J. S. Welhaven / Serenada za J.S. Welhavna (Bjørnstjerne Bjørnson)

- Folkelivsbilder, op. 19 / Iz ljudskega življenja, op. 19

1. Fjellslått / V gorah
2. Brudefølget drar forbi / Konec norveške zabave
3. Fra karnevalet / Na karnevalu

- Foran Sydens kloster, op. 20 / Pred samostanskimi vrati, op. 20 (Bjørnstjeren Bjørnson)

1. Hvem banker så silde på klosterets port?
2. Kom barn, kom brud

- Fire dikt fra Fiskerjenten av Bjørnson, op. 21 / 4 pesmi, op. 21 (Bjørnstjerne Bjørnson)

1. Det første møte / Prvi koraki
2. God morgen / Dobro jutro!
3. Jeg giver mitt dikt til våren / Steklo odzvanja mojo pesem
4. Takk for ditt råd / Hvala za tvoje kolo

- Sigurd Jorsalfar, op. 22 (Bjørnstjerne Bjørnson)

1. Introduksjon / Uvod
2. Borghilds drøm / Borghildine sanje
3. Ved mannjevningen / V kraljevi dvorani
4. Kvad / Norveško ljudstvo
5. Hyldningsmarsj / Huldigungova koračnica
6. Interlude I / Medigra I
7. Interlude II / Medigra II
8. Kongekvadet / Kraljeva pesem

- Peer Gynt, op. 23 (Henrik Ibsen)

1. Forspill. I bryllupsgården / Uvertura. Na poroki
2. Brudefølget drar forbi / Nevesta v poročni obleki
3. Halling og springardans / Halling in Springar
4. Forspill, Bruderovet. Ingrids klage / Predigra, Kraja neveste, Ingridova tožba
5. Peer Gynt og seterjentene / Peer Gynt in gruča deklet
6. Slutningen av scenen med Den Grønnkledte / Peer Gynt in ženska v zelenem
7. I Dovregubbens hall / V dvorani gorskega kralja
8. Dans av Dovregubbens datter / Ples hčere gorskega kralja
9. A. Peer Gynt jages av troll /  Peer Gynta lovijo trol-i
10. Forspill / Predigra.
11. Solveigs sang / Solveigina pesem
12. Åses død / Åsejeva smrt
13. Forspill. Morgenstemning / Predigra. Jutro. (“Pomladno žuborenje”)
14. Tyven og heleren / Tat in dobitnik
15. Arabisk dans / Arabski ples
16. Anitras dans / Anitrin ples
17. Peer Gynts serenade / Peer Gyntova serenada
18. Solveigs sang / Solveigina pesem
19. Forspill. Peer Gynts hjemfart / Peer Gyntova vrnitev
20. Solveigs sang i hytten / Solveig poje v koči
21. Nattscene / Nočni prizor
22. Kirkefolk synger på skogsstien / Pesem „Blaženo jutro“
23. Solveigs vuggesang / Solveigina uspavanka

- Ballade i g mol, op. 24 / Balada v g molu, za klavir, op. 24

- Seks dikt, op. 25 / 6 pesmi (Henrik Ibsen) Op. 25

1. Spillemenn / Igralec
2. En svane / Labod
3. Stamboksrim / Rima na nagrobniku
4. Med en vannlilje / Z vodno lilijo
5. Borte! / Razdružitev!
6. En fuglevise / Pesem ptiča

- Fem dikt, op. 26 / 5 pesmi, op. 26 (John Paulsen)

1. Et håp / Upanje
2. Jeg reiste en deilig sommerkveld / Najlepši poletni večer
3. Den ærgjerrige / Boj
4. Med en Primula Veris / S cvetom trobentice
5. På skogstien / V jeseni

- Strykekvartett i g mol, op. 27 / Godalni kvartet št.1, g mol, op. 27

1. Un poco Andante - Allegro molto ed agitato
2. Romanze
3. Intermezzo
4. Finale

- Fire albumblad, op. 28 / 4 listi iz zvezka, op. 28

1. Allegro con moto
2. Allegretto espressivo
3. Vivace
4. Andantino serioso

- Improvisata over to norske folkeviser, op. 29 / Improvizacija na 2 norveški pesmi, op.29

1. Andante
2. Allegretto con moto

- Album for mannssang, op. 30 / Pesmi za moški zbor, op. 30

1. Jeg lagde meg så silde / Legel sem zvečer
2. Bådn-låt / Otroška pesem
3. Torø liti / Lepi Torö
4. Kvålins halling
5. Dæ æ den største dårleheit / To so gotovo največja vrata
6. Springardans / Poskočnica
7. Han Ole / Mladi Ole
8. Halling
9. Dejligste blandt kvinder / Marijina pesem
10. Den store hvide flok
11. Fantegutten / Prikazen
12. Røtnams-Knut

- Landkjenning, op. 31 / Poznavanje dežele, op. 31 (Bjørnstjerne Bjørnson)

- Den bergtekne, op. 32

- 12 melodier til dikt av A. O. Vinje, op. 33 / 12 pesmi  A. O. Vinje, op. 33

1. Guten
2. Våren / Zadnja pomlad
3. Den særde / Ranjenec
4. Tytebæret / Jagode
5. Langs ei å / Ob vodi
6. Eit syn / Kaj sem videl
7. Gamle mor / Stara mati
8. Det fyrste / Prvi
9. Ved Rondane / Pri cvetlici
10. Eit vennestykke
11. Trudom / Misel
12. Fyremål / Moj cilj

- To elegiske melodier, op. 34 / 2 elegični melodiji, op. 34

1. Hjertesår (Den Særde) / Ranjeno srce
2. Våren / Zadnja pomlad

- Norske danser, op. 35 / Norveški plesi, op. 35

1. Allegro marcato
2. Allegretto tranquillo e grazioso
3. Allegro moderato alla marcia
4. Allegro molto- presto e con brio

- Cellosonate i a mol, op. 36 / Sonata za violončelo in klavir, a mol, op. 36

1. Allegro agitato
2. Andante molto tranquillo
3. Allegro. Allegro molto e marcato

- Valse-kapriser, op. 37 / 2 valčka-capriccia, op. 37

1. Tempo di Valse moderato
2. Tempo di Valse

- Lyriske stykker II, op. 38 / Lirične skladbe II, op. 38

1. Berceuse
2. Folkevise / Ljudske pesem
3. Melodi / Melodija
4. Halling
5. Springdans
6. Elegi / Elegija
7. Vals / valček
8. Kanon

- Romanser, op. 39 / Pesmi, op. 39

1. Fra Monte Pincio / Iz gore Monte Pincio (Bjørnstjerne Bjørnson)
2. Dulgt kjærlighet (Bjørnstjerne Bjørnson)
3. I lien høyt der oppe (Jonas Lie)
4. Millom rosor / Unter Rosen (Kristoffer Janson)
5. Ved en ung hustrus båre (O. P. Monrad)
6. Hører jeg sangen klinge / Prisluhni pesmici (Nordahl Rolfsen)

- Fra Holbergs tid, op. 40 / Iz Holbergovih časov, suita, op. 40

1. Preludium
2. Sarabande
3. Gavotte
4. Air
5. Rigaudon

- Klaverstykker etter egne sanger I, op. 41 / Klavirske skladbe po lastnih pesmih št. I, op. 41

1. Vuggesang  (Op. 9, Nr. 2.)
2. Lille Haakon (Op. 15, Nr. 1)
3. Jeg elsker dig (Op. 5, Nr. 3)
4. Hun er så hvid (Op. 18, Nr. 2)
5. Prinsessen / Princeska
6. Jeg giver mitt dikt til våren (Op. 21, Nr. 3)

- Bergliot, op. 42 (Bjørnstjerne Bjørnson)

- Lyriske stykker III, op. 43 / Lirične skladbe III, op. 43

1. Sommerfugl / Metulj
2. Ensom vandrer / Popotnika v dvoje
3. I hjemmet/ In der Heimat
4. Småfugl / Ptička
5. Erotik
6. Til Våren / Spomladi

- Fra fjell og fjord, op. 44 / Iz gora in fjordov, op. 44 (Holger Drachmann)

1. Prolog
2. Johanne
3. Ragnhild
4. Ingebjørg
5. Ragna
6. Epilog

- Fiolinsonate nr. 3 i c mol, op. 45 / Sonata za violino in klavir, št-3, c mol, op. 45

1. Allegro molto ed appassionato
2. Allegretto espressivo alla romanza
3. Allegro animato

- Peer Gynt - suita št. 1, op. 46

1. Morgenstemning / Jutro (Op. 23, Nr. 13)
2. Åses død / Åseva smrt (Op. 23, Nr. 12)
3. Anitras dans / Anitrin ples (Op.23, Nr. 16)
4. I Dovregubbens hall / V dvorani gorskega kralja (Op. 23, Nr. 8)

- Lyriske stykker IV, op. 47 / Lirične skladbe IV, op. 47

1. Valse-Impromptu
2. Albumblad
3. Melodi / Melodja
4. Halling
5. Melankoli / Melancholija
6. Springdans / Poskočnica
7. Elegi / Elegija

- Seks Sanger, op. 48 / 6 pesmi, op. 48

1. Hilsen / Pozdrav (Heine)
2. Jeg vet, min tanke (Geibel)
3. Verdens gang (Uhland)
4. Nattergalen / Slavec (Vogelweide)
5. I rosentiden / V času vrtnic (Goethe)
6. En drøm / Sanje (Bodenstedt)

- Seks dikt, op. 49 / 6 pesmi, op. 49 (Holger Drachmann)

1. Så du knøsen, som strøg forbi
2. Vug, o vove
3. Vær hilset, I damer
4. Nu er aftnen lys og lang
5. Julesne / Božični sneg
6. Forårsregn / Pomladni dež

- Scener fra Olav Trygvason, op. 50 / Prizori Olava Trygvasona, op. 50

(drama Bjørnstjerna Bjørnsona)
1. Skjult i de mange manende navne
2. I, som opp av Urdarbrønnen
3. Onde manns onde vetter
4. Takk! Takk! Takk, at I talte
5. Gi alle guder gammens og gledesskål / Pijmo zdaj na vse bogove!
6. Alle asynjer
7. Evige asatro

- Gammelnorsk romanse med varasjoner, op. 51 / Stara norveška romanca z variacijami, op. 51

- Klaverstykker etter egne sanger II, op. 52 / Klavirske skladbe po lastnih pesmih II, op. 52

1. Modersorg (Op. 15, Nr. 4)
2. Det første mote (Op. 21, Nr. 1)
3. Du fatter ej bølgernes evige gang (Op. 5, Nr. 2)
4. Solveigs sang (Op. 23, nr. 18) (Op. 23, Nr. 19)
5. Kjærlighed (Op. 15, Nr. 2)
6. Gamle mor (Op. 33, Nr. 7)

- To melodier for strykeorkester, op. 53 / 2 melodiji za godalni orkester, op. 53

1. Norsk / Norveško
2. Det første møte / Prvi stik

- Lyriske stykker V, op. 54 / Lirične skladbe V, op. 54

1. Gjetergutt
2. Gangar
3. Troldtog
4. Notturno
5. Scherzo
6. Klokkeklang

- Peer Gynt - suita št. 2, op. 55

1. Bruderovet. Ingrids klage (Op. 23, No. 4)
2. Arabisk dans (Op. 23, No 15)
3. Peer Gynts hjemfart. Stormfull aften på havet (Op. 23, nr. 19)
4. Solveigs sang (Op. 23, nr. 11)

- Tre orkesterstykker fra Sigurd Jorsalfar, op. 56 / 3 orkesterske skladbe iz Sigurda Jorsalfarja, op. 56

1. Forspill (Ved mannjevningen) (Op. 22, No. 2)
2. Intermezzo (Borghilds drøm) (Op. 22, No. 1)
3. Hyldningsmarsj (Op. 22, No. 4)

- Lyriske stykker VI, op. 57 / Lirične skladbe VI, op. 57

1. Svunne dager
2. Gade
3. Illusjon / Privid
4. Hemmelighet / Skrivnost
5. Hun danser / Plesala je...
6. Hjemve

- Norge, op. 58 / 5 pesmi, op. 58 (John Paulsen)

1. Hjemkomst
2. Til Norge / Za domovino
3. Henrik Wergeland
4. Turisten
5. Utvandreren

- Elegiske dikt, op. 59 / 6 elegičnih pesmi, op. 59 (John Paulsen)

1. Når jeg vil dø
2. På Norges nakne fjelle
3. Til Én I / Njej (I)
4. Til Én II / Njej(II)
5. Farvel
6. Nu hviler du / Zdaj počivaš v grobu

- Dikt (Vilhelm Krag-sangene), op. 60 / 5 pesmi, op. 60 (Vilhelm Krag)

1. Liten Kirsten
2. Moren synger / Mati poje
3. Mens jeg venter
4. Der skreg en fugl
5. Og jeg vil ha meg en hjertenskjær

- Barnlige sanger, op. 61 / 7 otroških pesmi, op. 61

1. Havet / Morje (Nordahl Rolfsen)
2. Sang til juletreet / Božično drevo (Johan Krohn)
3. Lokk / Ključavnica (Bjørnstjerne Bjørnson)
4. Fiskervise (Petter Dass)
5. Kveldssang for Blakken / Večerna pesem (N. Rolfsen)
6. De norske fjell / V polju (N. Rolfsen)
7. Fedrelandssalme / Psalm za domovino (Runeberg / N. Rolfsen)

- Lyriske stykker VII, op. 62 / Lirične skladbe VII, op. 62

1. Sylfide
2. Takk / Hvala
3. Fransk serenade / Francoska serenda
4. Bekken
5. Drømmesyn / Sanjski obraz
6. Hjemad

- Nordiske melodier, op. 63 / 2 nordijski melodiji, op. 63

1. I folketonestil / V ljudskem stilu
2. Kulokk & Stabbelåten / Kravji klic in kmečki ples

- Symfoniske danser, op. 64 / Simfonični plesi, op. 64

1. Allegro moderato e marcato
2. Allegretto grazioso
3. Allegro giocoso
4. Andante. Allegro risoluto

- Lyriske stykker VIII Op. 65 / Lirične skladbe VIII, op. 65

1. Fra ungdomsdagene / Iz mladih dni
2. Bondens sang / Pesem kmeta
3. Tungsinn
4. Salong / Salon
5. I balladetone / Zvoki balade
6. Bryllupsdag på Troldhaugen

- Norske Folkeviser, op.66 / 19 ljudskih pesmi iz norveških krajev, op. 66

1. Kulokk / Lockruf (kraj Lom)
2. Det er den største dårlighet (kraj Sunnmøre)
3. En konge hersket i Østerland (kraj Sogn)
4. Siri Dale-visen  (kraj Årdal in Sogn)
5. Det var i min ungdom (kraj Luster in Sogn)
6. Lokk og bådnlåt (kraj Luster in Sogn)
7. Bådnlåt  (kraj Ryfylke)
8. Lokk (kraj Lom)
9. Liten va guten (kraj Øystre Slidre)
10. Morgo ska du få gifta deg (kraj Lom)
11. Der stander to piger Mägdlein (kraj Lom)
12. Ranveig (kraj Lom)
13. En liten grå mann (kraj Lom)
14. I Ola-dalom, I Ola-tjønn (kraj Øystre Slidre)
15. Bådnlåt (kraj Lom)
16. Ho vesle Astrid vår  (kraj Lom)
17. Bådnlat (kraj Turtagrø in Sogn)
18. Jeg går i tusen tanker (kraj Turtagrø in Sogn)
19. Gjendines bådnlåt (kraj Lom)

- Haugtussa, op. 67 / Haugtussa. Otrok gorovja, op. 67 (Arne Garborg)

1. Det syng
2. Veslemøy / Otrok gorovja
3. Blåbærli / Borovnice
4. Møte
5. Elsk / Ljubezen
6. Killingdans
7. Vond dag / Dolgočasen dan
8. Ved Gjetlebekken

- Lyriske stykker IX, op. 68 / Lirične skladbe IX, op. 68

1. Matrosenes oppsang
2. Bestemors menuett / Menuet stare mame
3. For dine føtter / pred tvojimi nogami
4. Aften på høyfjellet / Večer v gorah
5. Bådnlåt
6. Valse mélancolique

- Fem dikt, op. 69 / 5 pesmi, op. 69 (Otto Benzon)

1. Der gynger en båd på bølge
2. Til min dreng / Mojemu sinu
3. Ved moders grav / Na materinem grobu
4. Snegl, snegl!
5. Drømme / Sanje

- Fem dikt, op. 70 / 5 pesmi, op. 70 (Otto Benzon)

1. Eros
2. Jeg lever et liv i længsel
3. Lys nat / Svetla noč
4. Se dig for
5. Digtervise

- Lyriske stykker X, op. 71 / Lirične skladbe X, op. 71

1. Det var en gang / Bilo je nekoč
2. Sommeraften / Poletni večer
3. Småtroll
4. Skogstillhet / Gozdna tišina
5. Halling
6. Forbi (In Memoriam) / V spomin
7. Etterklang / Odzvanjanje

- Slåtter, op. 72 / Norveški kmečki plesi, op. 72

1. Gibøens bruremarsj
2. Jon Væstafæs Springdans
3. Bruremarsj fra Telemark
4. Haugelåt
5. Prillaren fra Os prestegjeld
6. Gangar etter Myllarguten
7. Røtnams-Knut. Halling
8. Bruremarsj etter Myllarguten
9. Nils Rekves halling
10. Knut Luråsens halling I
11. Knut Luråsens halling II
12. Springdans etter Myllarguten
13. Håvard Gibøens draum ved Oterholtsbrua
14. Tussebrureferda på Vossevangen
15. Skuldalsbrura
16. Kivlemøyane
17. Kivlemøyane

- Stemninger, op. 73

1. Resignasjon / Resignacija
2. Scherzo-Impromptu
3. Nattlig ritt
4. Folketone
5. Studie (Hommage à Chopin)
6. Studentenes serenade
7. Lualåt

- Fire salmer, op. 74 / 4 psalmi, op. 74, za mešani zbor in bariton solo. Priredbe starih norveških cerkvenih pesmi iz zbirke L. M. Lindemana.

1. Hva est du dog skjøn / Kje si spet? (H. A. Brorson)
2. Guds Søn har gjort mig fri / Moj Jezus me osvobaja (H. A. Brorson)
3. Jesus Kristus er opfaren / Jezus Kristus je vstal (H. Thomisson)
4. I himmelen / Vnebohod (Lorenz Lorenzen)